# Christisonia albida
Christisonia albida là loài thực vật có hoa thuộc họ Cỏ chổi. Loài này được Thwaites ex Hook.f. mô tả khoa học đầu tiên năm 1884.